# Clevelandia beldingii
Clevelandia beldingii är en snyltrotsväxtart som beskrevs av Edward Lee Greene. Clevelandia beldingii ingår som enda art i släktet Clevelandia och familjen snyltrotsväxter. Inga underarter finns listade i Catalogue of Life.